# Seinäjoen Jalkapallokerho
Seinäjoen Jalkapallokerho (SJK) är en fotbollsklubb från Seinäjoki i Finland. Laget spelar i Tipsligan säsongen 2025.

## Historia
Klubben grundades 2007 genom en sammanslagning av TP-Seinäjoki och Sepsi-78. Föreningen spelade i Tvåan från 2008 till 2011 när de blev uppflyttade till Ettan. Efter två säsonger i Ettan tog laget steget upp till Tipsligan genom att vinna serien 2013. Debutåret i Tipsligan slutade med en andraplats. Klubben tog sitt första guld säsongen 2015.

## Placering tidigare säsonger
| Säsong | Nivå | Liga          | Placering | Referens | Notering |
| ------ | ---- | ------------- | --------- | -------- | -------- |
| 2008   | 3    | Kakkonen      | 8         |          |          |
| 2009   | 3    | Kakkonen      | 5         |          |          |
| 2010   | 3    | Kakkonen      | 5         |          |          |
| 2011   | 3    | Kakkonen      | 1         |          |          |
| 2012   | 2    | Ykkonen       | 2         | [ 3 ]    |          |
| 2013   | 2    | Ykkonen       | 1         | [ 4 ]    |          |
| 2014   | 1    | Veikkausliiga | 2         | [ 5 ]    |          |
| 2015   | 1    | Veikkausliiga | 1         | [ 6 ]    |          |
| 2016   | 1    | Veikkausliiga | 3         | [ 7 ]    |          |
| 2017   | 1    | Veikkausliiga | 6         | [ 8 ]    |          |
| 2018   | 1    | Veikkausliiga | 9         | [ 9 ]    |          |
| 2019   | 1    | Veikkausliiga | 9         | [ 10 ]   |          |
| 2020   | 1    | Veikkausliiga | 7         | [ 11 ]   |          |
| 2021   | 1    | Veikkausliiga | 3         | [ 12 ]   |          |
| 2022   | 1    | Veikkausliiga | 6         | [ 13 ]   |          |
| 2023   | 1    | Veikkausliiga | 4         | [ 14 ]   |          |
| 2024   | 1    | Veikkausliiga | 4         | [ 15 ]   |          |